# Tim Dieck
Tim Dieck (Dortmund, 7 de abril de 1996) es un deportista alemán que compite por España desde 2023 en patinaje artístico, en la modalidad de danza sobre hielo. En 2025 quedó sexto en el Campeonato Mundial y quinto en el Campeonato Europeo.
Participó en los Juegos Olímpicos de Pekín 2022, ocupando el noveno lugar en la prueba de equipo y el vigesimoprimero en la prueba de danza sobre hielo. Se clasificó para los Juegos Olímpicos de Milán-Cortina d'Ampezzo 2026 junto con la patinadora Olivia Smart.